# マイケル・モンスーア
マイケル・アンソニー・モンスーア（英: Michael Anthony Monsoor、1981年4月5日 - 2006年9月29日）は、イラク戦争のラマディの戦いで戦死し、死後に名誉勲章を授与されたアメリカ海軍特殊部隊員。2001年にアメリカ海軍に入隊し、2004年に水中解体／特殊部隊基礎訓練BUD/Sクラス250を卒業。さらに訓練を受けた後、SEALチーム3のデルタ小隊に配属された。
デルタ小隊は2006年4月にイラクに派遣され、ラマディでイラク軍兵士を訓練する任務に就いた。その後5ヵ月間、モンスーアと彼の小隊は、反乱軍と頻繁に戦闘を行った。2006年9月29日、反乱軍がモンスーアら数人のシールズ隊員とイラク兵がいた屋上に手榴弾を投げ込んだ。モンスーアは、手榴弾に自らの体を覆いかぶせ、生じた爆発を吸収し、仲間を重傷や死から救った。モンスーアは手榴弾の爆発による負傷が原因で約30分後に死亡した。
モンスーアは死後、名誉勲章を授与され、2008年4月8日、ジョージ・W・ブッシュ大統領からモンスーアの両親に贈られた。ズムウォルト級ミサイル駆逐艦の2番艦であるマイケル・モンスーア (USS Michael Monsoor DDG-1001）もまた、彼の名誉のために命名された。

## 生い立ちと教育
1981年4月5日、カリフォルニア州 ロングビーチで、サリー・アン（ボイル）とジョージ・ポール・モンスーアの4人兄弟の3番目として生まれた。父親も海兵隊員として米軍に所属していた。父親はレバノン系とアイルランド系、母親はアイルランド系。子供の頃、モンスーアは喘息に悩まされていたが、家のプールで兄弟と競争することで肺を鍛えた。カリフォルニア州ガーデングローブにあるウォルター・C・ラルストン中級学校とガーデングローブ高校に通い、同校のフットボールチームでタイトエンドを務め、1999年に卒業。

## 軍歴

### アメリカ海軍 特殊部隊 (Navy SEALs)

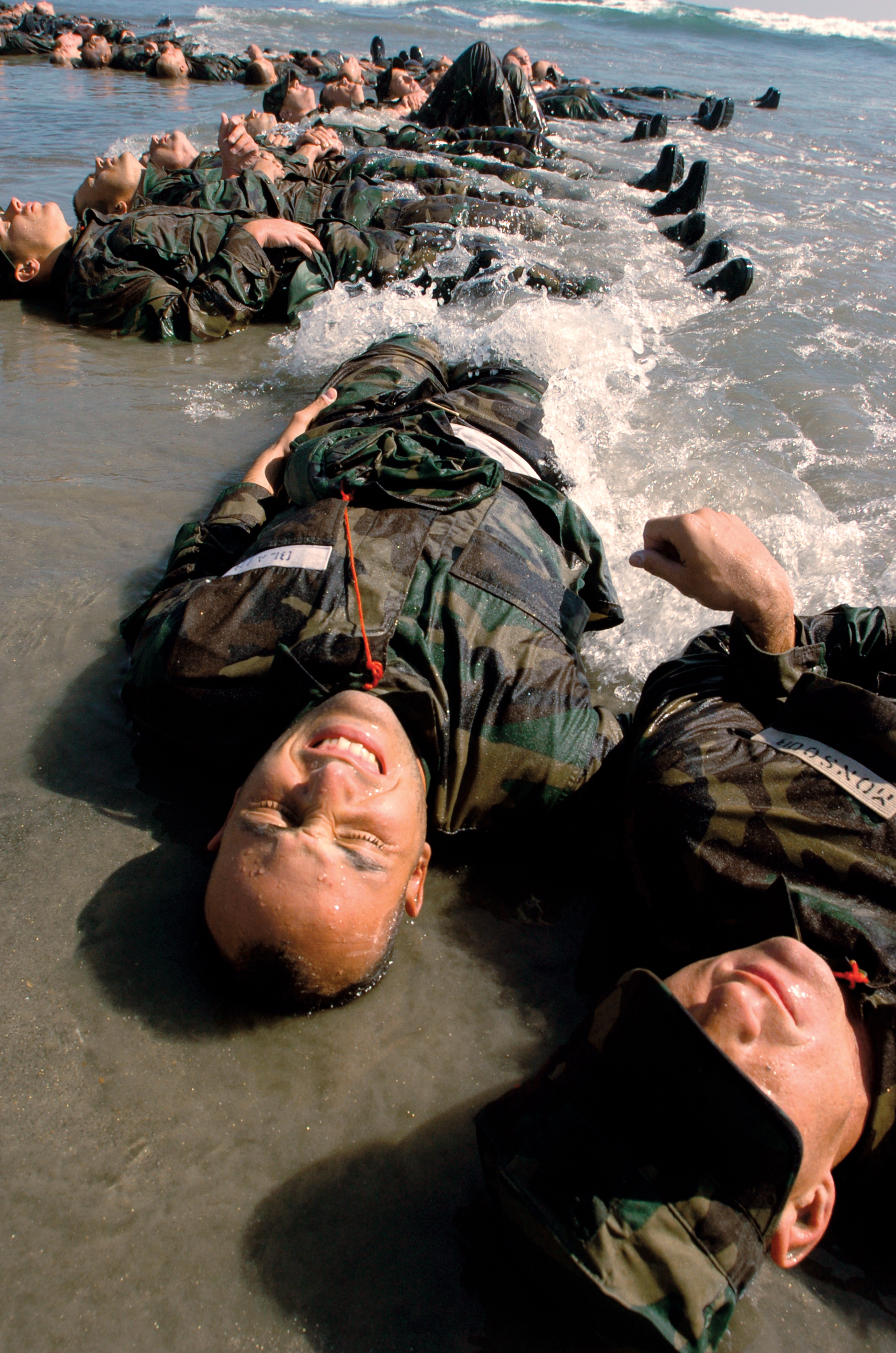
2004年8月、SEAL訓練中のモンスーア（右下隅)

モンスーアは2001年3月24日にアメリカ海軍に入隊し、イリノイ州グレートレイクの新兵訓練司令部で基礎訓練を受けた。基礎訓練卒業後、マスター・アット・アームズ "A "スクールに通う。基礎水中解体／特殊部隊（BUD/S）訓練に入り、2004年9月2日、クラストップの成績でクラス250を卒業。BUD/S訓練終了後、Basic Airborne Schoolでのパラシュート訓練、アラスカ州コディアックでの寒冷地戦闘訓練、カリフォルニア州コロナドでの6カ月にわたるSEAL資格訓練を含むSEAL上級訓練コースを修了し、2005年3月に卒業。翌月、クォーターマスターからマスター・アット・アームズに階級が変更され、SEALチーム3のデルタ小隊に配属された。

#### イラク戦争

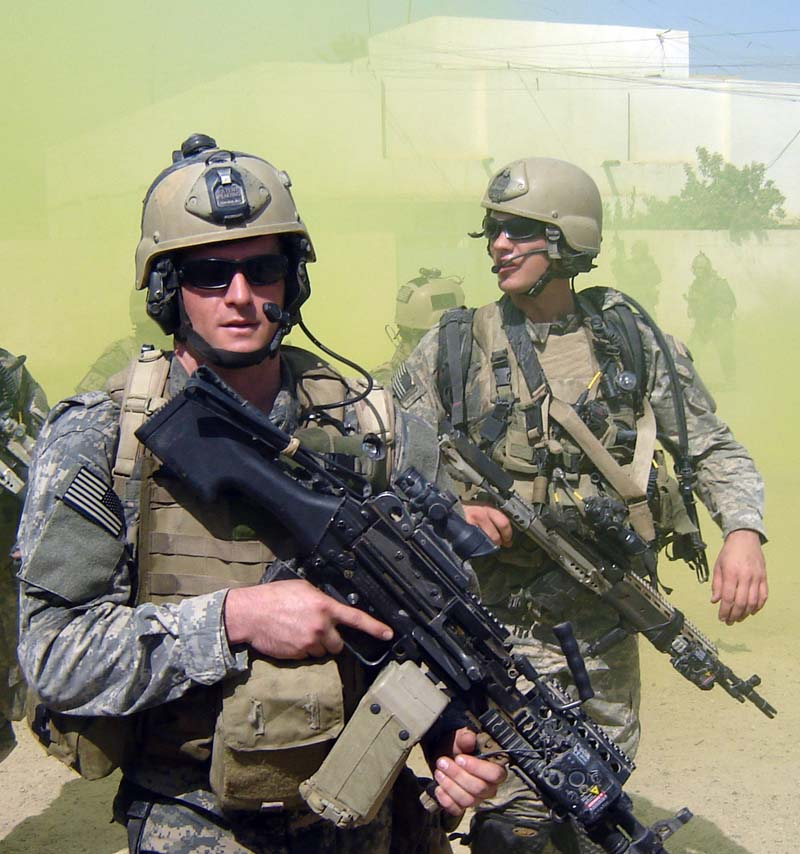
イラクでのモンスーア　(2006年).

ラマディの戦いの最中、シールズ・チーム3は2006年4月にイラクのラマディに派遣され、イラク陸軍兵士の訓練を担当した。パトロールでは通信手兼機関銃手として、モンスーアはしばしば37℃を超える気温の中、45 kgの装備を担いだ。彼は、正面からの攻撃から小隊を守るために先頭に立ち、チームは反乱軍の戦闘員との交戦にたびたび巻き込まれた。派遣開始から5ヶ月間、チーム3のその小隊はラマディの東側にあるキャンプ・コレヒドールに配属され、当時のセス・ストーン中尉が指揮を執った。
2006年5月9日の交戦中、モンスーアは負傷した仲間を救出するため、反乱軍の絶え間ない銃撃を受けながら通りに飛び出した。モンスーアはこの行動によりシルバー・スターを授与され、イラクでの功績により青銅星章も授与された。

## 戦死
2006年9月29日、モンスーアの小隊はラマディで4人の反乱軍と銃撃戦を繰り広げ、1人を殺害、もう1人に負傷を負わせた。さらなる攻撃を予測して、モンスーアと3人のシールズ狙撃兵、3人のイラク軍兵士は屋上に陣取った。反乱軍に協力する市民は通りを封鎖し、近くのモスクでは、アメリカ軍とイラク軍兵士に対抗して戦うようメッセージを流していた。モンスーアは他のシールズ隊員を守っていたが、そのうちの2人は彼から4.5m離れたところにいた。モンスーアの位置は、屋上で脱出経路に素早くアクセスできる唯一のシールズとなった。
下の通りにいた反乱軍が手榴弾を屋上に投げた。手榴弾はモンスーアの胸に当たり、床に落ちた。すぐにモンスーアは「手榴弾！」と叫び、手榴弾の上に覆いかぶさった。手榴弾は数秒後に爆発し、モンスーアの体は爆風のほとんどを吸収した。モンスーアは重傷を負い、すぐに退避したものの、30分後に死亡した。当時、彼の隣にいた他の2人のシールズ隊員も爆発で負傷したが、一命を取り留めた。
モンスーアは、彼を知る人々から「静かなプロフェッショナル」で「楽しいことが大好きな男」と評された。彼はサンディエゴのフォート・ローズクランズ国立墓地に埋葬されている。

### 葬儀
葬儀の最中、棺が霊柩車から墓場へと移動する際、ネイビーシールズは、棺が中央を移動する中、喪主のルートの両側に二人一組の列を作って並んだ。棺が各シールズの前を通り過ぎるとき、彼らはそれぞれ自分のユニフォームから外した金のトライデントを叩きつけ、木製の棺に深く埋め込んだ。
彼の葬儀はブッシュ大統領を含む葬儀に参列した多くの人々に感動を与えた。大統領は後日、この葬儀について次のように演説した。「行列は30分近く続き、それが終わったとき、簡素な木製の棺は、決して忘れ去られることのない英雄の金で装飾された記念碑になっていた。」

## 賞と勲章
|  |  |             |  |  |  |
|  |  |             |  |  |  |
|  |  |             |  |  |  |
|  |  | Bronze star |  |  |  |
|  |  |             |  |  |  |
|  |  |             |  |  |  |
|  |  |             |  |  |  |

| 特殊戦章                       |                        |                                          |                                          |                                        |                                        |
| 名誉勲章                       | 名誉勲章               | 名誉勲章                                 | シルバースター                           | シルバースター                         | シルバースター                         |
| 青銅星章 with Combat V         | 青銅星章 with Combat V | 名誉戦死傷章                             | 名誉戦死傷章                             | 戦闘行為章                             | 戦闘行為章                             |
| 海軍善行章                     | 海軍善行章             | 国土防衛従軍章                           | 国土防衛従軍章                           | イラク・キャンペーン・メダル with star | イラク・キャンペーン・メダル with star |
| 世界対テロ戦遠征章             | 世界対テロ戦遠征章     | 国際テロ戦争功労章                       | 国際テロ戦争功労章                       | 海上サービス展開リボン                 | 海上サービス展開リボン                 |
| 海軍・海兵隊海外勤務章         | 海軍・海兵隊海外勤務章 | ネイビー・エキスパート・ライフルマン勲章 | ネイビー・エキスパート・ライフルマン勲章 | Navy Expert Pistol Shot Medal          | Navy Expert Pistol Shot Medal          |
| 海軍・海兵隊パラシュート兵記章 |                        |                                          |                                          |                                        |                                        |

※賞・勲章名は、それぞれ直訳

### 名誉勲章

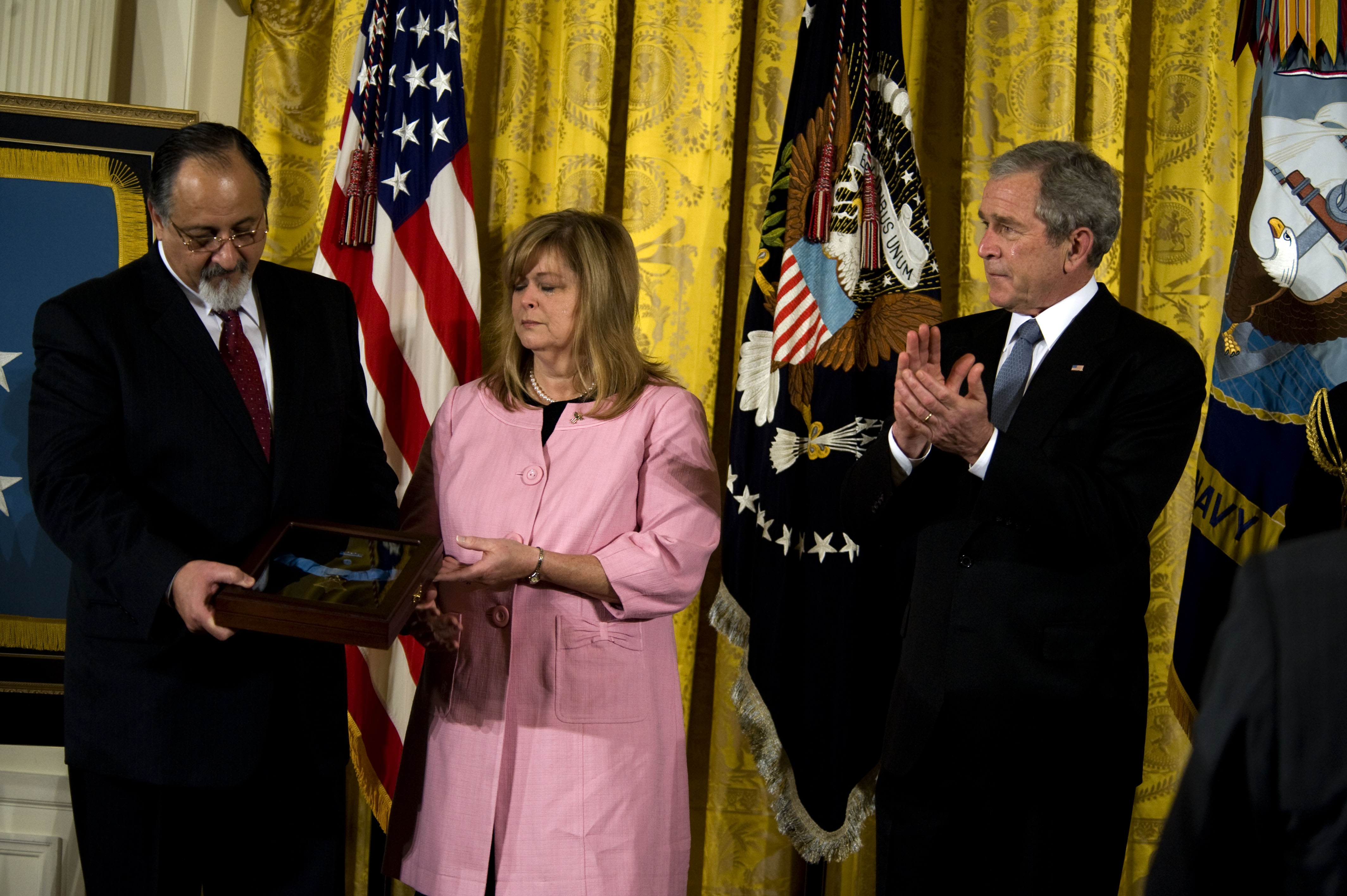
ジョージ・W・ブッシュ大統領からマイケル・モンスーアの名誉勲章を授与されるサリー＆ジョージ・モンスーア夫妻

2008年3月31日、アメリカ国防総省は、モンスーアが死後に名誉勲章を受章することを確定した。モンスーアの両親であるサリー・モンスーアとジョージ・モンスーアは、4月8日にホワイトハウスで行われた大統領主催の式典で、モンスーアに代わって勲章を受け取った。モンスーアは、対テロ戦争中に米国最高の軍事賞を受賞した4人目の米国軍人と2人目の海軍特殊部隊員（それぞれ殉職）となった。

#### 名誉勲章の引用

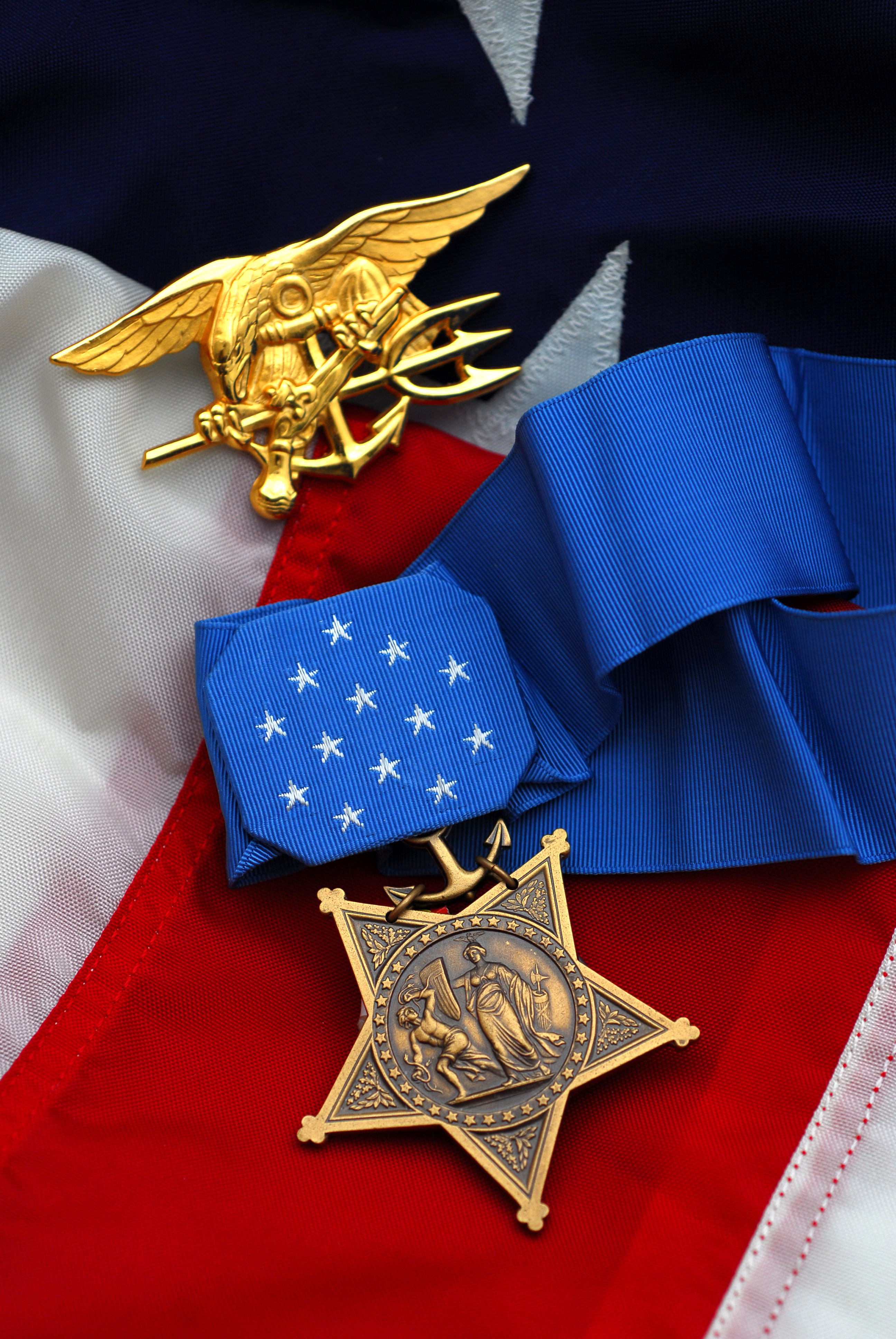
海軍特殊戦(SEAL)のトライデントと一緒に写るマイケル・A・モンスーアの名誉勲章

合衆国大統領は、合衆国議会の名において、死後、以下の者に名誉勲章を贈呈することを誇りとする。
陸海空軍二等兵曹

マイケル・A・モンスーア

アメリカ海軍

以下の引用文に記載された貢献に対して:
2006年9月29日、アラビア半島 海軍特殊戦機動部隊の自動小銃手として、イラク自由作戦を支援した際、任務の範囲を超えて命を懸けた勇敢な行動に対して。シールズとイラク陸軍のスナイパーを組み合わせた監視部隊の一員として、イラクのアル・ラマディの反乱軍が掌握する区域で、屋上から早期警戒と待機防御を提供する任務を負っていたモンスーア兵曹は、重大な危機に直面した際、並外れた勇敢さで功績を挙げた。早朝、反乱軍はエレメントの陣地周辺を偵察し、組織的な攻撃を行う準備をしていた。エレメントの狙撃兵は2人の反乱軍を排除し、敵の最初の試みを阻止した。敵はエレメントを攻撃し続け、RPGと小火器で交戦した。敵の活動が活発化する中、モンスーア兵曹は屋根の露頭にいる2人のチームメイトの間に機関銃を構えて陣取った。シールズ隊員が敵の動きを警戒している間に、反乱軍が見えない場所から手榴弾を投げ、それがモンスーア兵曹の胸で跳ね返って目の前に着弾した。爆風から逃れることができたのは自分だけだったが、モンスーア兵曹は代わりにチームメイトを守ることを選んだ。自分の身の危険を顧みず、即座に手榴弾の上に覆いかぶさり爆発の力を体で吸収し、2人のチームメイトの命を救ったのだ。確実な死に直面しながらも、臆することのない勇気、闘志、揺るぎない職務への献身によって、モンスーア兵曹は勇敢にも祖国のために命を捧げ、それによって自らの名誉を大いに高め、米国海軍の最高の伝統を守った。

#### シルバースターの引用
2006年5月9日、イラク解放作戦を支援するアラビア半島海軍特殊戦任務群ラマディ・タスクユニットの海・空・陸チーム3（SEAL-3）の小隊機関銃手として、敵に対して行動した際、際立った勇敢さに対して。モンスーア兵曹は監視部隊の小隊機関銃手として、対反乱作戦中のイラク陸軍旅団の警備にあたった。救出に向けて移動中、イラク陸軍と海軍特殊戦の監視チームは敵の効果的な自動小銃射撃を受け、シールズ1名が負傷した。モンスーア下士官は直ちに、自らの安全を完全に無視し、制圧射撃を行うために敵の激しい砲火に身をさらし、負傷したシールズの位置まで移動した。彼は効果的な制圧射撃を続けると同時に、負傷したシールズを安全な場所まで引きずり出した。モンスーア兵曹は、負傷したシールズが脚の戦術的傷害治療を受ける間、制圧射撃を続けた。また、負傷したチームメイトを高機動多目的車に乗せて避難させるのを手伝い、戦闘に復帰した。モンスーア兵曹は、その果敢な行動力、臆することのない勇気、任務への完全な献身により、自らの名誉を大いに高め、米国海軍の最高の伝統を守った。

#### 青銅星章の引用
2006年4月から9月まで、イラク・ラマディのタスクユニット、アラビア半島海軍特殊戦タスクグループのコンバット・アドバイザーとして、イラク自由作戦を支援し、敵との戦闘作戦に関連した英雄的功績に対して。11回の作戦で、モンスーア兵曹は激しい敵の砲火に身をさらしながら、制圧射撃で味方を守った。彼は集中した決意と驚異的な戦術認識で、混乱した状況を積極的に安定させた。反乱軍が小火器やロケット弾でチームを攻撃するたびに、彼は素早く状況を判断し、敵の攻撃に対抗する最善の行動方針を決定し、最善の戦術的優位を得るための計画を実行した。彼の無私、果断、英雄的な行動により、25人の敵が死亡し、チームメイト、他の連合軍、イラク軍兵士の命が救われた。並外れた指導力、熱心な率先力、職務への献身により、モンスーア兵曹は自らの名誉を大いに高め、米国海軍の最高の伝統を守った。

## レガシー
2011年、アメリカ合衆国退役軍人省は、ミラマー国立墓地にある最初の3つの通りの1つに彼の名を冠し、モンスーアを称えた。

### USSマイケル・モンスーア(DDG-1001)
2008年10月、ドナルド・ウィンター海軍長官は、ズムウォルト級ミサイル駆逐艦の2番艦を、モンスーア兵曹に敬意を表してマイケル・モンスーア（DDG-1001）と命名すると発表した。

### 山岳戦訓練キャンプ マイケル・モンスーア
サンディエゴの東約50マイル（80キロ）に位置するシールズ訓練施設は、"山岳戦訓練キャンプ マイケル・モンスーア"と改名された。

### アメリカ海軍海兵隊
カリフォルニア州 キャンプ・ペンドルトンを拠点とする「マイケル・A・モンスーア大隊」という名の米海軍士官候補生部隊もある。部隊のシンボルマークは、モンスーア兵曹の名誉勲章、シールズのトライデント、マスター・アット・アームズの盾で構成されている。部隊の全員がマイケル・A・モンスーア兵曹の経歴を知っており、すべての新入士官候補生と共有している。

### ガーデン・グローブ高校 メモリアルスタジアム
近代化の一環として、マイケル・モンスーアが通っていたガーデン・グローブ高校は、新設されたスタジアムを彼に捧げ、「マイケル・モンスーア メモリアルスタジアム」と命名した。

### Damn Few：現代のSEAL戦士をつくる
マイケル・モンスーアはローク・デンバーの著書『Damn Few：現代のSEAL戦士をつくる』で言及されている。